# Баташев, Борис Александрович
Борис Александрович Баташев (17 апреля 1906, Российская империя — 29 июля 1999) — советский актёр театра, кино и озвучивания. Народный артист Якутской АССР (1953).

## Биография
Родился в 1906 году в Москве, в семье военного врача Александра Георгиевича Баташёва и домохозяйки Эмилии Юзефовны Гроховской, польки по происхождению. Дебютировал на сцене Московского театра Революции (ныне Московский академический театр имени Владимира Маяковского) в 1930 году. Выпускник театрального техникума при театре Революции 1934 года. В 1941—1944 годах играл на сцене Фронтового театра ВТО, в 1944—1948 и 1951—1959 годах — Русского драматического театра Якутской АССР.
С 1960 года снимался в кино, работал на озвучании.
Первая жена — Тамара Сергеевна Беляева (1918—1975), актриса театра и кино.
Вторая жена — Ираида Софроновна Баташёва (Соловьёва) (1925—2006), режиссёр, театральный педагог.
Дочь — Татьяна Борисовна Баташёва (1946—2018), режиссёр, сценарист.

## Роли в московских театрах
- Пётр («Последние»),
- Лаунс («Два веронца» Шекспира),
- граф Нурин («Давным-давно» А. Гладкова).

## в Русском театре Якутской АССР
- Незнамов («Без вины виноватые» А. Н. Островского),
- Олег Кошевой («Молодая гвардия»),
- Старик («Старик» М. Горького),
- Крутицкий («Не было ни гроша, да вдруг алтын» А. Н. Островского),
- Окаёмов («Машенька» В. В. Набокова),
- Эйкерс («Соперники» Р. Шеридана),
- Засыпкин («На золотом дне» Д. Мамина-Сибиряка) и др.

## Избранная фильмография
- 1985 — Вина лейтенанта Некрасова — стекольщик
- 1984 — Европейская история — политик
- 1975 — В ожидании чуда — старик на вокзале
- 1973 — Сибирский дед — эпизод
- 1970 — Переступи порог  — сотрудник института
- 1968 — Служили два товарища — белый офицер
- 1967 — Война и мир — эпизод
- 1965 — Дети Дон Кихота — профессор института
- 1964 — Дочь Стратиона — капельмейстер
- 1964 — Всё для Вас — покупатель (нет в титрах)
- 1962 — Рабочий день В. И. Ленина (фильм-спектакль) — М. И. Калинин
- 1961 — Командировка — бухгалтер
- 1960 — Конец старой Берёзовки — квартирант (нет в титрах)
- 1956 — Это начиналось так… — Борис Александрович Молчанов, агроном
- 1955 — Фонтан (короткометражный) — работник бухгалтерии

## Дублирование фильмов
- 1970 — Под палящим солнцем — Ярмат-ата (роль Наби Рахимова)
- 1968 — Человек и цепи / Zəncirlənmiş Adam (короткометражный) — Хуан (роль Александра Корнилова)
- 1968 — Прерия / La Prairie — Эдмунд
- 1966 — Семья священника / 최학신의 일가 — Ричард
- 1966 — Главный звёздный (анимационный)
- 1964 — Неоконченные игры / Незавършени игри — Младен
- 1963 — Фото Хабера / Fotó Háber
- 1963 — Морской кот / Pisica de mare
- 1963 — Инспектор и ночь / Инспекторът и нощта — судебный врач (роль Димитара Панова)
- 1963 — Где генерал? / Gdzie jest generał? — Грабнер (роль Стефана Рыделя)
- 1963 — Белый караван — Кивана (роль Александра Купрашвили)
- 1962 — Рассказы в поезде / Legenda a vonaton
- 1962 — Нарушитель границы / Die Igelfreundschaft
- 1962 — Дьявол и десять заповедей — «паралитик»
- 1961 — Яцек и его президент / Odwiedziny prezydenta — Анджей (роль Збигнева Савана)
- 1961 — Франко-порт / Porto-Franco
- 1961 — У смерти своё лицо / Der Tod hat ein Gesicht — доктор Моммер (роль Франца Кучеры)
- 1961 — Рассказы о Революции / Historias de la revolución
- 1961 — Операция «Гляйвиц» / Der Fall Gleiwitz
- 1961 — Люди с поезда / Ludzie z pociągu
- 1961 — Кусочек голубого неба / Parče plaveg neba
- 1961 — Азбука страха / Abeceda straha
- 1960 — Я пережил свою смерть / Přežil jsem svou smrt — Йозеф (роль Иржи Совака)
- 1960 — Стубленские липы / Стубленските липи — Ралчо (роль Владислава Молерова)
- 1960 — Рассветает / Virrad — Михалик (роль Шандора Томпа)
- 1960 — Поиски прошлого / Powrót — капитан (роль Казимира Опалиньского)
- 1960 — Мост будет взорван / Furtuna — Хорват
- 1960 — Любовь в Симле / Love in Simla — ведущий конкурса красоты (роль Хари Шивдасани)
- 1960 — Красная сигнальная ракета / 붉은 신호탄 — агент 20-й
- 1960 — Доктор из Ботенова /Der Arzt von Bothenow — бургомистр (роль Фреда Мара)
- 1960 — Высший принцип / Vyšší princip — Рихтер (роль Вацлава Логниского)
- 1960 — Всюду живут люди / Všude žijí lidé — Шимон (роль Вацлава Логниского)
- 1960 — Все по домам / Tutti a casa — Форначари (роль Мартина Балсама)
- 1960 — Альвин последний / der Letzte Аlwin — Альвин Шмидер (роль Герхарда Бинерта)
- 1959 — Три звезды / Három csillag — врач
- 1959 — Скандал из-за Баси / Awantura o Basię
- 1959 — Призыв / Paigham — Севакрам
- 1959 — Поезд вне расписания / Vlak bez voznog reda
- 1959 — Подпольный пионерский отряд / 地下少先队 — директор школы
- 1959 — Ноэль Фортюна / Fortunat — Фальк (роль Тедди Билиса)
- 1959 — На распутье / Dom na rázcestí — Кортан (роль Вильяма Заборского)
- 1959 — Король Шумавы — Грот (роль Радована Лукавского)
- 1959 — Катастрофа / Merénylet — Хавел (роль Антала Пагера)
- 1959 — Аэродром не принимает — Липтак (роль Микулаша Хуба)
- 1959 — Человек-рикша / 無法松の一生 — Юуки
- 1958 — Сильные мира сего /Les Grandes familles — Пьер Леруа (роль Жана Валля)
- 1958 — Пепел и алмаз / Popiól i diament
- 1958 — Один гектар неба / Un Ettaro di cielo
- 1956 — Не та, так эта / O Olmasin, Bu Olsun — Амбал (роль А.Ахмедов)
- 1956 — Лейла и Габор / Gábor diák — Гюль Баба (роль Шандора Кёмивеша)
- 1956 — Кто он? / Cień — железнодорожник
- 1956 — Выздоровление / Genesung — Эрнст Мехлин
- 1956 — Три старта / Trzy starty — Калужный (роль Адама Бродзиша)
- 1956 — Эрнст Тельман — вождь своего класса / Ernst Thälmann — Führer seiner Klasse — Тарнов
- 1955 — Встретимся на стадионе (роль Я. Маматханова)
- 1954 — Красное и чёрное / Le Rouge et le noir — господин де Реналь (роль Жана Мартинелли)
- 1954 — Дорога / La Strada (роль Альдо Сильвани)
- 1954 — Соль земли / Salt of the Earth — Сальвадор
- 1950 — Тень и свет / Ombre et lumière — импресарио (роль Жана Марша)
- 1948 — Оливер Твист / Oliver Twist — мистер Сауербери (роль Джибба МакЛафлин)
- 1947 — Трагическая охота / Caccia tragica
- 1946 — Жемчужина /La Perla